# Mesoarcheïcum
| Eon                                        | Era                | Periode        | Ouderdom Ma |
| ------------------------------------------ | ------------------ | -------------- | ----------- |
| Proterozoïcum                              | Paleoproterozoïcum | Siderium       | later       |
| Archeïcum                                  | Neoarcheïcum       | Neoarcheïcum   | 2500 - 2800 |
| Archeïcum                                  | Mesoarcheïcum      | Mesoarcheïcum  | 2800 - 3200 |
| Archeïcum                                  | Paleoarcheïcum     | Paleoarcheïcum | 3200 - 3600 |
| Archeïcum                                  | Eoarcheïcum        | Eoarcheïcum    | 3600 - 4000 |
| Hadeïcum                                   | Hadeïcum           | Hadeïcum       | vroeger     |
| Indeling van het Archeïcum volgens de ICS. |                    |                |             |

Het geologisch tijdperk Mesoarcheïcum (ook Mesoarchaïcum) is een era van het eon Archeïcum, dat duurde van 3,2 Ga tot 2,8 Ga. Het werd voorafgegaan door het Paleoarcheïcum en na/op het Mesoarcheïcum komt het Neoarcheïcum. Fossielen uit Australië laten zien dat er stromatolieten leefden. Ook brak in dit Era het supercontinent Vaalbara uit elkaar.

## Aardoppervlak
Het supercontinent Vaalbara brak ongeveer 2,8 miljard jaar geleden uiteen. Naast stromatolieten kwamen de eerste riffen voor.

## Atmosfeer
De oppervlaktetemperatuur was waarschijnlijk niet veel hoger dan de huidige temperaturen. De koolstofdioxideconcentratie was slecht een paar keer hoger dan pre-industriële waarden uit het Holoceen. De lichtkracht van de Zon op Aarde bedroeg ongeveer 70% van de huidige waarden.

## Leven
Uit fossielen uit Australië blijkt dat er Stromatolieten leefden. Dit wijst erop dat er koraalriffen gevormd werden.

## Gebeurtenissen
Ook vond tijdens dit era de eerste ijstijd plaats, ongeveer 2,9 miljard jaar geleden.